# Peccato mortale
Il peccato mortale è un atto grave e illecito, secondo la Chiesa cattolica e di alcune chiese protestanti, che condanna l'anima di una persona all'inferno dopo la morte. Questi peccati sono considerati "mortali" poiché costituiscono una rottura con la grazia salvifica di Dio: l'anima del peccatore diventa "morta", non solo indebolita.
La frase è usata nella prima lettera di Giovanni:
(I Gv 5,16-17)

## Dottrina cattolica
Nella teologia della chiesa Cattolica romana, il peccato mortale, a differenza del peccato veniale, deve soddisfare tutte le seguenti condizioni:
1. il suo oggetto deve essere una materia grave, precisata dai dieci comandamenti;
2. deve essere compiuto con piena consapevolezza o piena avvertenza;
3. deve essere compiuto con deliberato consenso.[1]

Nel tardo XX secolo, dopo il Concilio Vaticano II, l'insegnamento cattolico-romano sul peccato mortale è stato oggetto di dubbi, in risposta ai quali papa Giovanni Paolo II ha ribadito l'insegnamento tradizionale con l'enciclica Veritatis Splendor. Nell'attuale Catechismo della Chiesa Cattolica si afferma:
(N° 1861)
e che
(N° 1035)
I peccati mortali, anche se rappresentano la morte dell'anima e quindi una interruzione della relazione di grazia con Dio, possono essere perdonati solo ed esclusivamente se confessati in vero spirito di penitenza e solo se ricevono l'assoluzione sacramentale (cioè il sacramento della Riconciliazione).
Sono necessari cinque passi: esame di coscienza, contrizione di cuore, proposito di emendare, confessione orale e soddisfazione di opere.

### Vizi capitali
Tra i peccati mortali sono da annoverare quelli che secondo la tradizione sono i sette capitali, da intendere però più che altro come vizi, cioè attitudini malsane che possono portare a commettere il gesto peccaminoso in sé.